# 볼찬스크

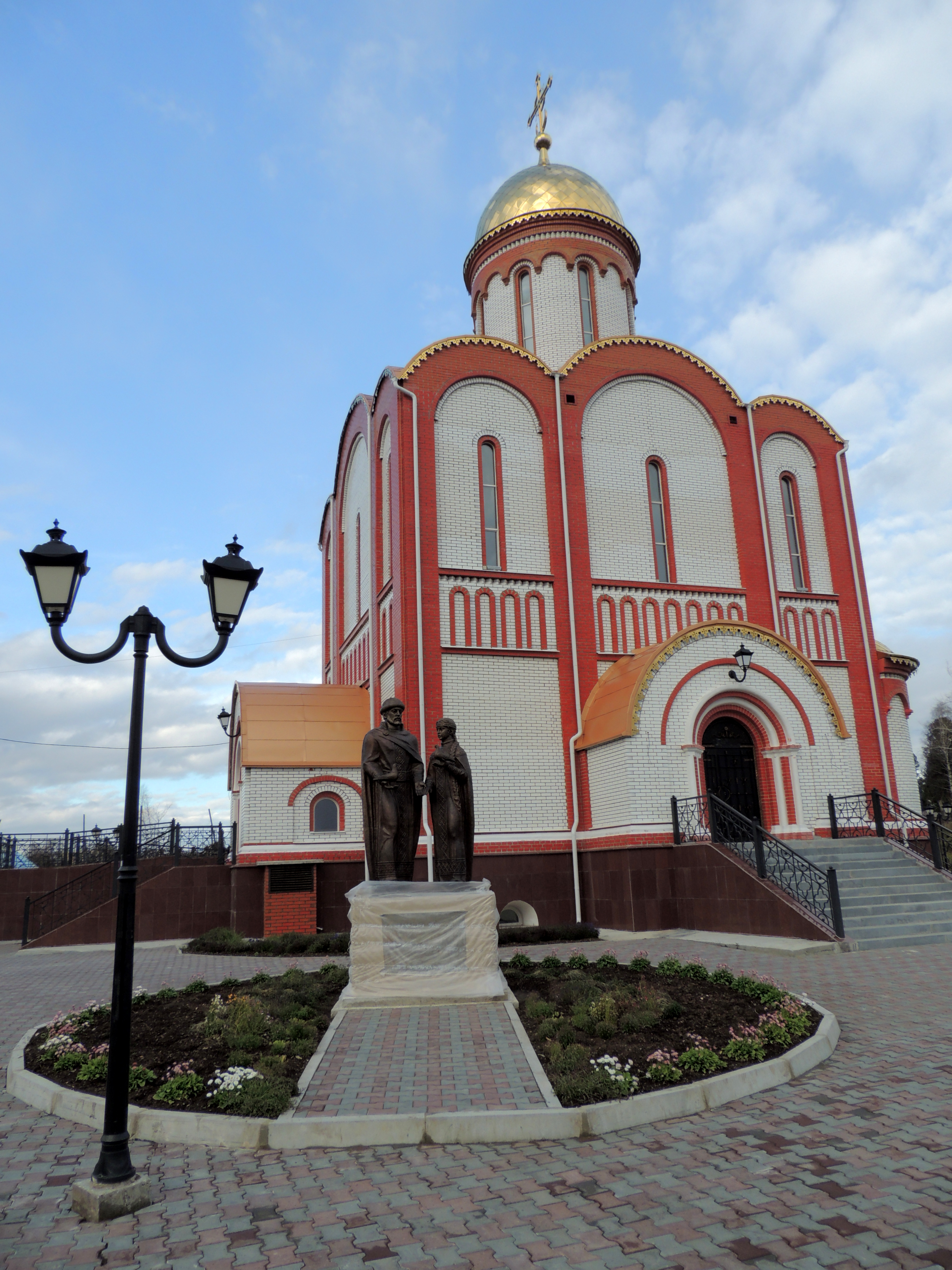

볼찬스크(러시아어: Волчанск)는 스베르들롭스크주에 위치한 도시로 카르핀스크에서 분리 독립 뒤에 신설된 도시이다. 인구는 1만600명(2005년)이다. 이 도시는 볼찬카강(오비강의 지류)에 접해 있고, 예카테린부르크에서 452km 떨어져 있다.